# ヘイスティロード
ヘイスティロード（Hasty Road, 1951年 - 1978年）はアメリカ合衆国の競走馬、種牡馬。1954年のプリークネスステークスで優勝した。

## 経歴
- 特記がない限り、競走はすべてダートコース。当時はグレード制未導入。

### 出自
ケンタッキー州の生産者クリフォード・ムーアズが自身の持つウォルナットスプリング牧場で生産したサラブレッドの牡馬である。体高16.1ハンド（約165.1センチメートル）と大柄な馬で、気性は荒かったが競走となると素直に従ったという。2歳時にキーンランドのサマーセールに上場されたヘイスティロードは、オハイオ州トレドの住宅販売業者アリー・ルーベンに23,100ドルで落札された。このセリに際して、ルーベンは23,000ドルの時点でこれ以上出すか考慮していたが、妻ビリー・ルーベンのもう一押しで落札に至ったという逸話がある。ヘイスティロードはルーベン夫妻のヘイスティハウスファーム名義で馬主登録され、ハリー・トロツェク調教師に預けられた。

### 2歳時（1953年）
ヘイスティロードは1953年の2歳時にデビューし、アーリントンパーク競馬場の5.5ハロン戦で2連勝を挙げると、続く7月のアーリントンフューチュリティ（6ハロン）に登録された。この競走は当時の2歳戦でも重要な競走で、当時最高額の賞金157,915ドルをめぐって18頭が登録されるなか、エディ・アーキャロ鞍上のヘイスティロードは1番人気に支持されていた。レースが始まるとヘイスティロードは先頭に立ち、そのまま先頭を譲らないままゴール、2着馬に2馬身半差をつけて優勝した。この時の勝ちタイムは1分10秒40はレースレコードでもあった。このあとの1戦では破れたものの、その次に迎えた9月のワシントンパークフューチュリティ（ワシントンパーク・6ハロン）は156,085ドルが懸かった大競走で、再びアーキャロの手によって先頭に立ったヘイスティロードは他馬と並びかけることもなく、そのまま2着に3馬身半差をつけて優勝した。
10月のベルモントフューチュリティ（ベルモントパーク・6.5ハロン）では1番人気に支持されていたが、ここでは着外に敗れている。その後ブリーダーズフューチュリティステークス（キーンランド・7ハロン）を制し、続くケンタッキージョッキークラブステークス（チャーチルダウンズ・8ハロン）ではシャンペンステークス勝ち馬のフィッシャーマンを相手にしながらも1馬身半差で優勝している。この競走で手綱を取ったジョニー・アダムスは以降のヘイスティロードの主戦騎手となった。
ヘイスティロードはこの年277,132ドルを稼ぎ出し、同年の全米2歳馬で2位の賞金を獲得、『ターフ・アンド・スポーツ・ダイジェスト』誌により最優秀2歳牡馬に選出された。同年のフリーハンデキャップにおいて、ヘイスティロードは最上位のポーターハウスとターントゥから2ポンド低いという評価を受けた。

### 3歳時（1954年）
3歳になったヘイスティロードの始動はフロリダ州のハイアリアパーク競馬場からで、2月14日のセントバレンタインパース（7ハロン）でクビ差2着であった。2週間後のフラミンゴステークスではターントゥ相手に5着と敗れている。ほか、軽微な怪我が続いてその調整は思うようにいかなかったという。
ヘイスティロードは4月16日のキーンランド競馬場で行われた一般戦で復帰した（5着）。それから9日後のチャーチルダウンズ競馬場で行われたダービートライアルステークス（8ハロン）でカリフォルニアの雄であるディターミンと初の対戦となった。この競走でヘイスティロードは初めてブリンカーを着用すると、久々によい動きを取り戻し、ディターミンをアタマ差抑えて優勝、1分35秒00のトラックレコードも記録した。この競走は前2年のケンタッキーダービー勝ち馬ヒルゲイルとダークスターも勝っていた出世レースで、これによりヘイスティロードは1番人気の座を確たるものとした。
4日後のケンタッキーダービー（チャーチルダウンズ・10ハロン）当日、ヘイスティロードは単勝オッズ6倍の4番人気で迎えられた。スタートからヘイスティロードは先頭に立ついつものスタイルを貫いたが、そこにディターミンが果敢に挑んでいった。残り半ハロンというところでディターミンがヘイスティロードをかわし、最終的に1馬身半差でヘイスティロードは2着に敗れた。アダムスは後に、直線に入った時に観衆の騒ぎにヘイスティロードの気が散ってしまったのが敗因だと語っている。
ヘイスティロードはダービーの後、5月18日のピムリコ競馬場で行われたプリークネスプレップという前哨戦に出走、ここでも先頭に立って逃げる戦法で挑んだが、最後の直線でコーリレイションにアタマ差捕らえられて敗れている。6日後のプリークネスステークス（ピムリコ・9.5ハロン）は29,604人の観衆の中行われ、そこで1番人気になったのはコーリレイションで、ヘイスティロードは2番人気5.5倍であった。レースが始まると、ヘイスティロードはスタイルを崩さず先頭を奪って逃げに徹し、一方でコーリレイションは最後の直線で猛然と迫った。勝利が確定するまで15分もの間審議が行われていたが、最後にはヘイスティロードのクビ差での勝利が確定した。39歳にして初めてクラシックを制したアダムスは、のちにこの競走で鞭を一度しか振るわなかったと明かし、また「ブルドッグにしがみついているみたいだった」とも語った。
このあとヘイスティロードはベルモントステークスに向かう予定であったが、馬主のルーベンの意向により出走を取り消して地元シカゴへと戻った。6月26日にウォーレンライトメモリアルステークス（アーリントンパーク・7ハロン）で1馬身差の優勝を手にしたが、続く7月のアーリントンクラシックステークスは出遅れが響いて5着に敗れている。翌月のアメリカンダービーでも前走で敗れたエラードキング相手に3着と敗れ、また10月のベンジャミンフランクリンハンデキャップでも3着、11月のピムリコスペシャルでは着外に終わっている。

### 4歳時（1955年）
この年もフロリダから始動したヘイスティロードは、1月にハイアリアパーク競馬場の6ハロン一般戦で123ポンドを積みながらも勝利、続いて同競馬場のエイブラハムリンカーンパース（9ハロン）でも優勝した。2月19日に出走したワイドナーハンデキャップではヘイスティロードは気持ちよく逃げる競馬ができ、鞍上のアダムスも鞭を一切使わずにクビ差で楽勝、3連勝を飾った。しかし、3月16日にハイアリアパークでの調教中に左前肢に異常が見つかり、このため夏まで休養に至った。その後、夏の復帰戦では3着になったのを最後に引退に至った。

## 種牡馬入り後
種牡馬としてのヘイスティロードは成功とまではいかないが、それなりの産駒を出している。アメリカジョッキークラブの調べによれば、ヘイスティロードの産駒420頭のうち、277頭が勝ち上がり、うち29頭がステークス競走勝ちを収めたとある。代表産駒にはヨーロッパで競走生活を送りチェヴァリーパークステークスに優勝したバークレースプリングス（Berkeley Springs 1963年生、牝馬）、クラークハンデキャップ優勝馬のコピーチーフ（Copy Chief 1960年生、牡馬）などがいる。
また、母の父として多数の馬に影響を残している。以下は主な母の父としての産駒。
- クィーンオブザステージ Queen of the Stage - 1965年生、牝馬。フリゼットステークスなど。
- ゲイマテルダ Gay Matelda - 1965年生、牝馬。アラバマステークスなど。
- レヴュワー Reviewer - 1966年生、牡馬。サプリングステークスなど。ラフィアンの父。
- クリスリン Krislin - 1969年生、牝馬。デラウェアハンデキャップなど。
- フォアゴー Forego - 1970年生、騸馬。アメリカ殿堂馬。
- *ノノアルコ Nonoalco - 1971年生、牡馬。2000ギニーなど。
- アークティックターン Arctic Tern - 1973年生、牡馬。ガネー賞など。
- ラダーアヘッド Radar Ahead - 1975年生、牡馬。スワップスステークスなど。
- スノープロー Snow Plow - 1979年生、牝馬。デモワゼルステークスなど。

ヘイスティロードは1978年に死亡、27歳であった。遺骸はバージニア州のメドウヴィル牧場に埋葬されている。

## 血統表
| ヘイスティロードの血統                | ヘイスティロードの血統                | ヘイスティロードの血統 | （血統表の出典） | （血統表の出典） |
| 父系                                  | テディ系                              | テディ系               | テディ系         | [ § 2 ]          |
| 父 Roman アメリカ 鹿毛 1937           | 父の父Sir Gallahad フランス 鹿毛 1920 | Teddy                  | Ajax             | Ajax             |
| 父 Roman アメリカ 鹿毛 1937           | 父の父Sir Gallahad フランス 鹿毛 1920 | Teddy                  | Rondeau          |                  |
| 父 Roman アメリカ 鹿毛 1937           | 父の父Sir Gallahad フランス 鹿毛 1920 | Plucky Liege           | Spearmint        | Spearmint        |
| 父 Roman アメリカ 鹿毛 1937           | 父の父Sir Gallahad フランス 鹿毛 1920 | Plucky Liege           | Concertina       |                  |
| 父 Roman アメリカ 鹿毛 1937           | 父の母Buckup イギリス 鹿毛 1928       | Buchan                 | Sunstar          | Sunstar          |
| 父 Roman アメリカ 鹿毛 1937           | 父の母Buckup イギリス 鹿毛 1928       | Buchan                 | Hamoaze          |                  |
| 父 Roman アメリカ 鹿毛 1937           | 父の母Buckup イギリス 鹿毛 1928       | Look Up                | Ultimus          | Ultimus          |
| 父 Roman アメリカ 鹿毛 1937           | 父の母Buckup イギリス 鹿毛 1928       | Look Up                | Sweeping Glance  |                  |
| 母 Traffic Court アメリカ 黒鹿毛 1938 | 母の父Discovery アメリカ 栗毛 1931    | Display                | Fair Play        | Fair Play        |
| 母 Traffic Court アメリカ 黒鹿毛 1938 | 母の父Discovery アメリカ 栗毛 1931    | Display                | Cicuta           |                  |
| 母 Traffic Court アメリカ 黒鹿毛 1938 | 母の父Discovery アメリカ 栗毛 1931    | Ariadne                | Light Brigade    | Light Brigade    |
| 母 Traffic Court アメリカ 黒鹿毛 1938 | 母の父Discovery アメリカ 栗毛 1931    | Ariadne                | Adrienne         |                  |
| 母 Traffic Court アメリカ 黒鹿毛 1938 | 母の母Traffic アメリカ 鹿毛 1923      | Broomstick             | Ben Brush        | Ben Brush        |
| 母 Traffic Court アメリカ 黒鹿毛 1938 | 母の母Traffic アメリカ 鹿毛 1923      | Broomstick             | Elf              |                  |
| 母 Traffic Court アメリカ 黒鹿毛 1938 | 母の母Traffic アメリカ 鹿毛 1923      | Traverse               | Tracery          | Tracery          |
| 母 Traffic Court アメリカ 黒鹿毛 1938 | 母の母Traffic アメリカ 鹿毛 1923      | Traverse               | Perverse         |                  |
| 母系(F-No.)                           | (FN:3-n)                              | (FN:3-n)               | (FN:3-n)         | [ § 3 ]          |
| 5代内の近親交配                       | アウトブリード                        | アウトブリード         | アウトブリード   | [ § 4 ]          |
| 出典                                  | 1. 2. 3. 4.                           | 1. 2. 3. 4.            | 1. 2. 3. 4.      | 1. 2. 3. 4.      |